# Euploea julica
Euploea julica är en fjärilsart som beskrevs av Hans Fruhstorfer 1910. Euploea julica ingår i släktet Euploea och familjen praktfjärilar. Inga underarter finns listade i Catalogue of Life.